# Русалка (поема)
«Русалка» — поема Лесі Українки.

## Прижиттєві видання
- Уперше надруковано у виданні: «Перший вінок. Жіночий альманах. Виданий коштом і заходом Наталії Кобринської і Олени Пчілки». Львів, 1887, стор. 56 — 68.
- Поема ввійшла до збірки «На крилах пісень. Твори Лесі Українки. Накладом авторки», Львів, 1893, стор. 92 — 102.
- Утретє за життя письменниці поему надруковано в збірці вибраних творів «На крилах пісень» (Київ, 1904).

У першодруку поема не мала підзаголовка, не було розподілу на строфи, текст ділився на п'ять розділів. У перевиданні поеми в збірці «На крилах пісень» додано підзаголовок, текст розбито на строфи, розділ IV поділено на два, зроблено незначні стилістичні виправлення. Між текстом поеми в збірці «На крилах пісень» (1893) і збірки вибраних творів (1904) істотних різночитань немає.

## Літературні критики про поему
Олена Пчілка в листі до І. Франка з приводу цього твору писала: "Добре було б, якби до поеми Лесі долучить примітку од редакції відносно до романтичного характеру поеми. Можна було б сказать щось об тім, що романтичні очерти фантазії характеризують взагалі твори начинаючих авторів (адже хоть би навіть і Шевченко] почав «Тополею», «Причинною» [16, c. 37].
Від І. Франка поема зазнала суворої: він зазначав, що Леся Українка написала її в народному стилі, як свідчив підзаголовок, а в «старому романтичному шаблоні» [25, с. 256]. Вадами твору він назвав невмотивованість подій, відсутність соціальних аспектів, невміння наголосити на психологічних конфліктах. Новою, нешаблонною критик вважав лише пісню русалки, у якій побачив «перший розмах крил свіжого ліричного таланту» [25, с. 257]. Юна поетеса була дуже вимоглива до себе, бачила свої творчі успіхи й невдачі і вже через рік наголошувала, що тепер не пустила б у світ «Русалку» [16, с. 37].

## Аналіз останніх досліджень і публікацій
Поемі тривалий час була присвячена лише одна стаття: передмова П. Филиповича до ІІІ тому творів Лесі Українки (1927) [23, с. 221—227].
В останні десятиріччя окремих аспектів твору торкалися В. Погребенник [15, с. 48], розглядаючи фольклорні традиції в поезії Лесі Українки; Л. Семенюк простежила роль українських народних балад у колі наукових та літературних інтересів Лесі Українки [19, с. 31–33]. Про інтерпретацію фольклорного образу русалки в українській романтичній традиції першої половини ХІХ ст. писала Т. Данилюк-Терещук [6, с. 21–27]. Ю. Регуш проаналізувала образ русалки у творчості Я. Щоголіва [17,с. 68–80]. Г. Вишневська розглянула особливості образу русалки як демононазви у драмі-феєрії Лесі Українки «Лісова пісня»[2, с. 52–59].
Автограф не зберігся.
Датується за першодруком.